# Roseta (revista)
Roseta es una revista de música publicada por la Sociedad Española de la Guitarra, fundada en 2007.

## Características
Roseta es una revista científica dedicada a la guitarra y temas afines (aspectos históricos y técnicos de los instrumentos de cuerda pulsada y mástil de todas las épocas).
 Su primer número aparece en diciembre de 2007 y tiene una periodicidad semestral. Su creación fue auspiciada por la Sociedad Española de la Guitarra de la cual es su órgano científico y desde 2009 cuenta con el patrocinio del ICCMU (Instituto Complutense de Ciencias Musicales). Su dirección y comité editorial está vinculado a la Universidad Complutense de Madrid. Roseta cuida especialmente los contenidos de sus artículos y está consiguiendo en muy breve tiempo situarse como una de las revistas más valoradas y prestigiosas en el mundo científico de la guitarra –sus artículos han conseguido en muy breve tiempo un gran número de citas y el número 0 ya aparece citado en el RILM Abstracts of Music Literature–. Otro aspecto especialmente cuidado en esta revista es el diseño y la documentación gráfica. Con un diseño moderno y elegante, la revista se articula en diferentes secciones dirigidas a un amplio espectro de público interesado en la guitarra: intérpretes, guitarreros, investigadores, profesores, estudiantes y aficionados. La revista se articula en dos grandes secciones, una primera parte contiene artículos científicos de carácter musicológico dedicados a la historia, la técnica o las fuentes del instrumento, de sus intérpretes o compositores, mientras una segunda parte dedicada a la alta divulgación incluye una entrevista con figuras relevantes del mundo de la guitarra así como una sección de carácter crítico que incluye reseñas de libros, partituras y discos. Se incluye además en todos los números un facsímil de alguna obra para guitarra relevante y poco conocida y una fotografía de gran calidad de una guitarra histórica acompañada de un breve artículo técnico y descriptivo sobre la misma.

## Datos editoriales
Roseta, Madrid, Sociedad Española de la Guitarra. 180-160 pp.; rúst.; 29 cm.; ISSN 1888-8305.

## Equipo editorial
- Director: Gerardo Arriaga
- Subdirector: Javier Suárez-Pajares
- Editora ejecutiva: Carmen Julia Gutiérrez
- Consejo asesor: Luis Briso de Montiano, Emilio Casares, Julio Gimeno, John Griffiths, Pepe Rey, Javier Somoza
- Dirección artística: Yolanda Domínguez Torre-Adrado
- Asistente de edición: Herminia Navarro